# Tista
Tista (яп. ティスタ, Tisuta, укр. Тіста) — японська серія манґи, написана та проілюстрована Тацуєю Ендо. З листопада 2007 року по липень 2008 року була видана у двох томах у Jump Square.

## Сюжет
Серіал розповідає про молоду дівчину на ім'я Тіста Роквелл та її роботу найманим вбивцею в релігійно-екстремістському угрупованні. Після знайомства з чоловіком на ім'я Арті вона починає бачити лицемірство своєї організації і намагається вийти з неї.

## Публікація
Манґа, написана та проілюстрована Тацуя Ендо, почала серіалізацію на Jump Square 2 листопада 2007 року. Завершилася 4 липня 2008 року. Окремі розділи серії зібрано в два танкобони. 

### Список томів
| № | Дата виходу    | ISBN                   |
| - | -------------- | ---------------------- |
| 1 | 4 червня 2008  | ISBN 978-4-08-874490-2 |
| 2 | 4 вересня 2008 | ISBN 978-4-08-874570-1 |

## Сприйняття
Шейдхен з Manga News похвалив художнє оформлення та персонажів, хоча вони також вважали історію неоригінальною. Колумніст Manga Sanctuary також похвалив художню роботу, зазначивши, що історія не була оригінальною, але все ж приємною. Фаустіна Ліллаз із Planete BD була більш критичною, описавши персонажів як «стереотипи на ногах». Незважаючи на це, вона теж похвалила художню роботу.

## Нотатки
1. ↑  Вона розпочалася в грудневому випуску 2007 року[2], що вийшов 2 листопада[3].
2. ↑  Вона завершилася в серпневому номері 2008 року[4], який вийшов 4 липня[5].